# Biblide (Bouguereau)
Biblide (Biblis) è il nome di due dipinti del pittore francese William-Adolphe Bouguereau, entrambi realizzati nel 1884. La prima versione del dipinto è conservata nel museo Salar Jung di Hyderābād, in India, mentre la seconda si trova in una collezione privata.

## Storia
Entrambe le versioni dell'opera vennero realizzate a Parigi nel 1884 ed una delle due venne esposta al Salon dell'anno successivo.

## Descrizione
Questi due dipinti raffigurano la ninfa Biblide, un personaggio della mitologia greca. Secondo la variante della leggenda riportata da Ovidio nelle sue Metamorfosi, Biblide si innamorò di suo fratello Cauno e si confessò a lui, ma questo la rifiutò e fuggì. Biblide allora si mise alla sua ricerca, ma alla fine, dopo aver attraversato vari paesi senza ritrovare il fratello, si arrese e morì esausta, versando molte lacrime. Gli dèi ebbero pietà di lei e, dato che era morta piangendo, decisero di trasformarla in una sorgente.
La scena si svolge presso un ruscello (il quale è più dettagliato nella seconda versione dell'opera), in un'ambientazione silvestre, e raffigura il momento nel quale Biblide scopre che Cauno è fuggito. La ninfa viene raffigurata nuda, dato che nelle Metamorfosi di Ovidio viene detto che Biblide viene colta da un attacco di follia dopo la fuga del fratello e si squarcia le vesti. Biblide è piegata verso il ruscello e poggia le sue braccia su una roccia. La ninfa viene raffigurata nell'atto di piangere, dato che presto morirà e verrà tramutata in una sorgente. Il movimento della donna risulta grazioso e il suo incarnato è delicato, tanto da sembrare morbido.